# Großdrinhausen
Großdrinhausen ist ein Ortsteil im Stadtbezirk Vohwinkel der bergischen Großstadt Wuppertal in Nordrhein-Westfalen/Deutschland.

## Lage und Beschreibung

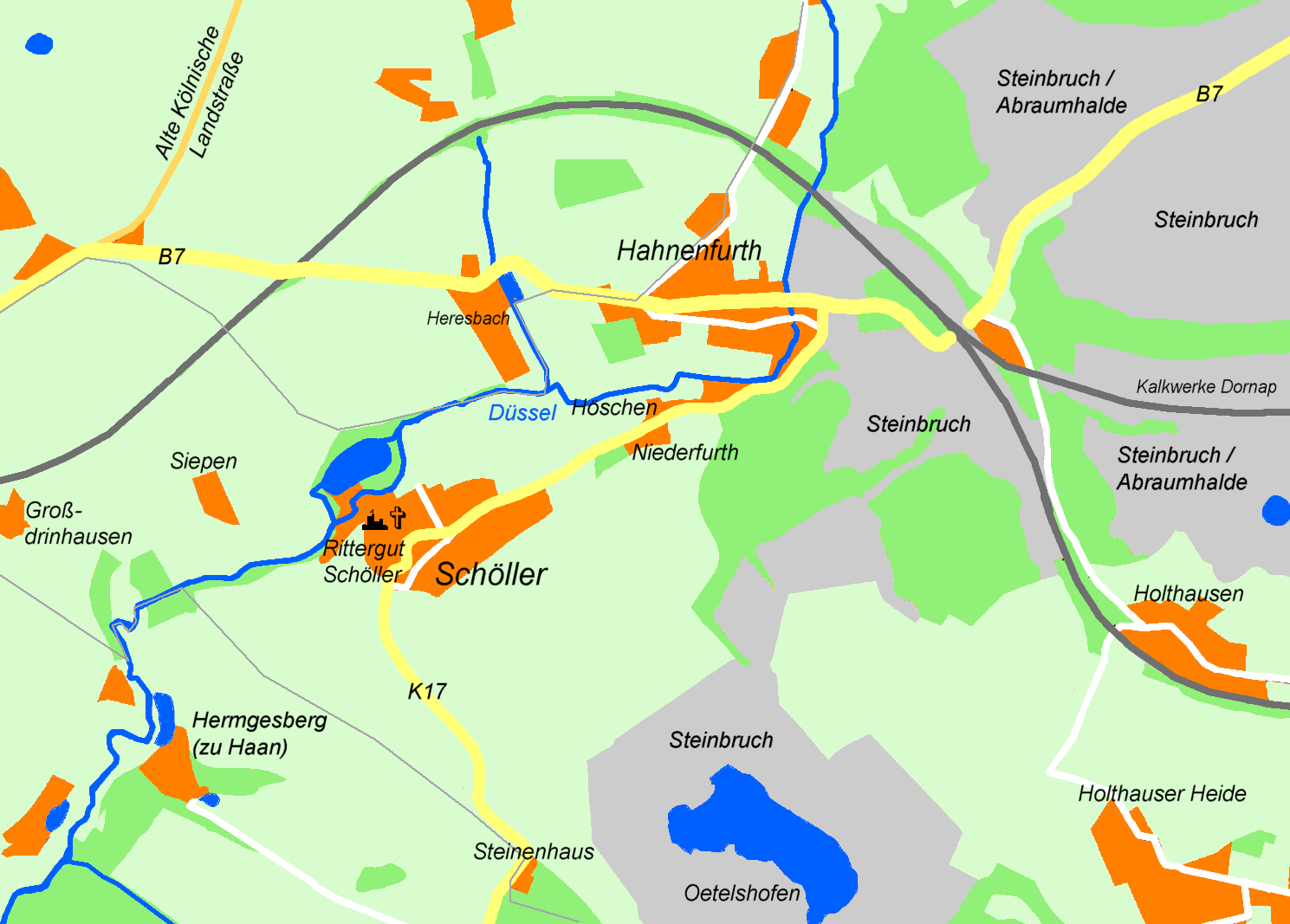
Karte von Schöller und Hahnenfurth, Großdrinhausen liegt mittig am linken Bildrand

Die Hofschaft liegt im Wohnquartier Schöller-Dornap westlich von Schöller an der Stadtgrenze zu Mettmann. Weitere benachbarte Orte sind Kleindrinhausen, Siepen, Heresbach, Hermgesberg, Estringhausen, Pellenbruch und das zu einem Mettmanner Gewerbegebiet erweiterte Röttgen. Südöstlich fließt die hier naturgeschützte Düssel vorbei, südlich beginnt das umfangreiche Gelände eines Golfplatzes.
Nördlich vom Ort verläuft ein für den Personenverkehr stillgelegter Teilabschnitt der Bahnstrecke Düsseldorf-Derendorf–Dortmund Süd (so genannte „Wuppertaler Nordbahn“ der Rheinischen Eisenbahn-Gesellschaft) vorbei, weiter nördlich die Bundesstraße 7.

## Geschichte
Großdrinhausen ist als Drenhusen als bergische Hofschaft auf der Topographia Ducatus Montani des Erich Philipp Ploennies aus dem Jahre 1715 verzeichnet, ebenso als Drinhaus auf der topographischen Aufnahme der Rheinlande von 1824. Westlich des Ortes verläuft die Alte Kölnische Landstraße, eine 1065 erstmals erwähnte Altstraße von Köln in das heutige Ruhrgebiet.
Im 19. Jahrhundert war Großdrinhausen ein Wohnplatz in der Landgemeinde Schöller der Bürgermeisterei Haan (ab 1894 Bürgermeisterei Gruiten) die aus Honschaft Schöller der bergischen Herrschaft Schöller hervorging.
1815 lebten im Umfeld von Drinhausen 210 Menschen. Laut der Statistik und Topographie des Regierungsbezirks Düsseldorf wurde der Ort als Hof kategorisiert und Drinnhauss genannt. Zu dieser Zeit besaß der Ort zwei Wohnhäuser und zwei landwirtschaftliche Gebäude. Es lebten 26 Einwohner im Ort, davon 14 katholischen und 12 evangelischen Glaubens. 1888 besaß der Ort laut dem Gemeindelexikon für die Provinz Rheinland ein Wohnhaus mit sechs Einwohnern. Der Ort wird zu dieser Zeit Groß Drinhausen genannt.
Am 1. Januar 1975 wurden die Gemeinde Schöller und der Wülfrather Ortsteil Dornap mit deren Außenortschaften von dem Kreis Düsseldorf-Mettmann abgetrennt und als Wohnquartier Schöller-Dornap nach Wuppertal eingemeindet. Dabei kam auch Großdrinhausen von Schöller zu Wuppertal.